# IC 2406
IC 2406 је лентикуларна галаксија у сазвјежђу Рак која се налази на листи објеката дубоког неба у Индекс каталогу.
Деклинација објекта је + 17° 42' 8" а ректасцензија 8h 48m 4,4s. Привидна величина (магнитуда) објекта IC 2406 износи 13,4 а фотографска магнитуда 14,3. IC 2406 је још познат и под ознакама UGC 4606, MCG 3-23-5, CGCG 90-11, IRAS 08452+1753, PGC 24721.